# 합천 해인사 법보전 목조비로자나불좌상 및 복장유물
합천 해인사 법보전 목조비로자나불좌상 및 복장유물(陜川 海印寺 法寶殿 木造毘盧遮那佛坐像 및 腹藏遺物)은 경상남도 합천군, 해인사 법보전에 있는 불상이다. 1972년 2월 12일 경상남도의 유형문화재 제41호로 지정되었다가, 2012년 10월 30일 대한민국의 보물 제1777호로 지정되었고, 2012년 11월 22일 경상남도 유형문화재 지정이 해제되었다. 이후 2022년 10월 26일 국보로 지정되었다.

## 개요
해인사는 신라 애장왕 때 순응과 이정이 세운 사찰로 의상의 화엄 10찰 중 하나이며, 팔만대장경을 보관하고 있는 법보사찰(法寶寺刹)로서 유명하다.
불상은 팔만대장경이 보관되어 있는 장경각 뒤편에 있는 법보전의 본존불로서 이마에는 반달 모양이 표현되었고, 얼굴은 갸름한 편이다. 귀는 어깨까지 길게 내려오고 목에는 3개의 주름인 삼도(三道)가 뚜렷하다. 불상이 입고 있는 옷은 왼쪽 어깨에만 걸쳐 있고, 주름은 평행 계단식으로 표현되었다. 손은 왼손 검지를 오른손으로 감싸고 있는 모습으로 비로자나불이 취하는 일반적인 손모양이다.
좌우에는 높이 47cm의 문수보살과 보현보살이 아담한 크기로 배치되어 있는데, 조선 초기 보살상의 특징을 잘 표현하고 있다.

## 보물 지정사유
합천 해인사 법보전 목조비로자나불좌상은 통일신라 말～고려 초에 제작된 목조불상으로 1m가
넘는 크기에, 조형성은 물론 조각적인 완성도까지 갖춘 작품이다.
동글동글한 나발, 이상화된 얼굴과 당당한 신체 표현, 신체에 감기듯 팽팽하게 걸쳐 입은 편단우
견의 착의형식과 더불어 치켜세운 왼손 검지를 오른손으로 감싸 쥔 지권인의 형태, 긴장감 넘치
게 조각된 옷주름 등은 통일신라 말에서 고려 초에 제작된 불상들과 양식적으로 비교될 수 있다.
복장유물로는 다라니, 발원문 그리고 후령통 등 여러 종류의 유물이 발견되었는데 대부분 1167년
경과 1490년의 중수 때 납입된 것이다. 특히 1490년에 납입된 후령통은 안립 절차에 입각하여 정
확한 형식을 갖추고 있는데, 이는 조선 후기 『조상경(造像經)』이 간행되기 이전에 이미 복장의
식이 정립되어 있었음을 보여주는 중요한 자료이다.
특히 사씨(史氏) 일가에 의해 납입된 반야심경의 발원문은 1167년(고려 의종 21)에 불상에 대한
중수가 있었음을 말해주는 자료여서 이 불상의 하한연대 결정에 결정적인 자료이다. 이 밖에
1150년, 1156년, 1166년에 각기 판각한 『대비로자나성불경등일대성교중무상일승제경소설일체다라
니(大毗盧遮那成佛經等一代聖敎中無上一乘諸經所說一切陁羅尼)』가 발견되었다.
복장물 가운데 3점의 조각보는 조선 초기에 제작된 것으로 우리나라 조각보의 역사가 500년 이상
되었다는 것을 뒷받침해준다. 또한 저고리는 조선 초기의 홑저고리 형태를 보여주고 있으며, 후령
통 내부의 오보병은 그 구성이 현재까지 알려진 바가 없는 독특한 방식을 갖추고 있어 직물사와
복장물 연구에 중요한 자료이다.

## 같이 보기
- 해인사
- 합천 해인사 법보전 목조비로자나불좌상 복장전적 - 보물 제1778호

## 참고 자료
- 합천 해인사 법보전 목조비로자나불좌상 및 복장유물 - 국가유산청 국가유산포털